# Kasy oporu
Kasy oporu – kasy, których zadaniem było gromadzenie środków na pomoc strajkującym robotnikom. Stworzone w latach 1877–1878 roku w Królestwie Polskim. Założycielem był Ludwik Waryński. Do kas oporu robotnicy mieli wpłacać miesięcznie po 5 kopiejek, tworząc w ten sposób swego rodzaju fundusz strajkowy. Kasy oporu były luźną, dość szeroką organizacją obejmującą różnorodne elementy robotnicze. Aby wyodrębnić spośród nich robotników-socjalistów zakładano oddzielne tzw. koła rewolucyjne, do których przyjmowano tylko ludzi zaufanych. Liczebność takiego koła wynosiła od 10 do 15 osób. Członkowie wybierali spośród siebie skarbnika i organizatora. Organizatorzy tworzyli „Kółko organizatorów”, decydujące większością głosów o sprawach całej organizacji. W marcu 1878 w Warszawie do kas należało 300 osób. Władze carskie szybko trafiły na ślad obu organizacji i w latach 1878-1880 zlikwidowały je, aresztując niemal 1/3 osób w nich zrzeszonych. Działaczami kas oporu byli m.in.: K. Dąbrowski, H. Rottengruber, Wacław Sieroszewski. Wkrótce ustąpiły one miejsca bardziej zakonspirowanym kółkom socjalistycznym. Reaktywacja kas nastąpiła w latach 1890–1891 z inicjatywy Związku Robotników Polskich i II-go Proletariatu.